# Pänne
Die Pänne war ein Volumenmaß in Tiroler Bergwerken und ein sogenanntes Kohlenmaß.
- 1 Pänne = 3 Sack = 15,125 Kubikfuß (Wiener = 31.585,111 Liter[1]) = etwa 477,725 Kubikmeter